# Coppa Fawcus
La Coppa Fawcus fu il trofeo assegnato alla squadra campione d'Italia di calcio tra il 1901 e il 1904.

## Storia

Il trofeo definitivamente nelle mani del Genoa nel 1904

La coppa fu donata alla Federazione Italiana del Football (FIF) dal presidente del Genoa, George Fawcus. Secondo il regolamento, la squadra vincitrice del torneo guadagnava il diritto di trattenere il trofeo fino alla disputa della finale successiva; tuttavia era stabilito che qualora una società se la fosse aggiudicata per tre annate consecutive o cinque complessive, l'avrebbe vinta a titolo definitivo.
La prima squadra ad aggiudicarsi la coppa fu il Milan, campione d'Italia nel 1901. I rossoneri dovettero tuttavia restituirla ai rossoblu genovesi l'anno successivo, quando vennero sconfitti in finale. Ottenuto il trofeo, il Grifone non lo lasciò più dato che, vincendo anche i due successivi campionati, come da regolamento ricevette la coppa in definitiva proprietà, mentre venne introdotto un nuovo riconoscimento, la Coppa Spensley.
La coppa è custodita nel Genoa Museum and Store.

## Albo d'oro
Il trofeo è stato vinto complessivamente quattro volte, la prima nel 1901 dal Milan, l'ultima, quattro anni dopo, nel 1904, dal Genoa. 

### Vincitori della Coppa Fawcus
- 1901:  Milan
- 1902:  Genoa
- 1903:  Genoa
- 1904:  Genoa (aggiudicato definitivamente)